# Far Cry New Dawn
Far Cry New Dawn là một game bắn súng góc nhìn thứ nhất do hãng Ubisoft Montreal phát triên và được Ubisoft phát hành vào năm 2019. Đây là một spin-off của dòng game Far Cry và là phần tiếp theo kể chuyện của Far Cry 5. Kết quả là, nó có nhiều yếu tố về lối chơi có sẵn từ loạt game, bao gồm cả một thế giới mở rộng lớn, chiếm giữ các tiền đồn và bạn đồng hành co-op hoặc AI; nhưng cũng du nhập thêm một số yếu tố của lối chơi RPG, bao gồm căn cứ địa có thể nâng cấp và tăng sự phụ thuộc vào việc chế tạo đồ từ nguồn cung hạn chế. Câu chuyện lấy bối cảnh mười bảy năm sau sự kiện Far Cry 5. Sau khi vụ trao đổi hạt nhân được gọi là "Sụp đổ" tàn phá thế giới, những người sống sót cố gắng xây dựng lại cộng đồng ở Hope County.
Game được phát hành cho Microsoft Windows, PlayStation 4 và Xbox One vào tháng 2 năm 2019 và nhận được nhiều ý kiến trái chiều từ các nhà phê bình. Doanh số của trò chơi thấp hơn cả Far Cry Primal và Far Cry 5.

## Lối chơi
Tương tự như những người tiền nhiệm, Far Cry New Dawn thuộc thể loại bắn súng góc nhìn thứ nhất kiêm hành động phiêu lưu lấy bối cảnh trong môi trường thế giới mở mà người chơi có thể tự do khám phá bằng cách đi bộ hoặc trải qua nhiều loại phương tiện khác nhau. Trò chơi lấy bối cảnh ở Hope County, Montana mang tính hư cấu và sử dụng phiên bản được mô phỏng lại trên bản đồ của Far Cry 5. Cuộc chiến tranh hạt nhân được miêu tả trong Far Cry 5 đã định hình lại cảnh quan để các khu vực mới trở nên có sẵn để người chơi khám phá trong khi những người khác không thể tiếp cận.
Người chơi đảm nhận vai trò của một nhân vật mới, có thể tùy chỉnh giới tính và chủng tộc. Các hệ thống Guns for Hire và Fangs for Hire từ Far Cry 5 vẫn được giữ y nguyên, với nhân vật có thể chiêu mộ những người sống sót và động vật để hỗ trợ chiến đấu. Ngoài các nhân vật mới, dàn nhân vật trong game bao gồm một loạt các nhân vật trở về từ Far Cry 5. Nhân vật người chơi cũng có thể gặp một số chuyên gia có nhiệm vụ cá nhân, khả năng và câu chuyện đặc biệt của riêng họ và giúp người chơi sửa chữa vũ khí của mình. Những loại vũ khí mới được giới thiệu trong trò chơi, bao gồm cả "Saw Launcher" Người chơi có được vũ khí và phụ tùng trang thiết bị mới, có thể được nâng cấp lên ba cấp độ khác nhau thông qua các nhiệm vụ chế tạo và hoàn thiện. Xe cũng có thể được chế tạo hoặc tùy biến thoải mái.
Người chơi có thể bắt tay vào các cuộc săn tìm kho báu và giải phóng các vùng đất và tiền đồn khác nhau của kẻ thù. Khi được giải phóng, chúng trở thành điểm du hành nhanh cho phép người chơi nhanh chóng điều hướng thế giới. Các tiền đồn này có thể bị chiếm giữ và được sử dụng để sản xuất nhiên liệu ethanol hoặc đột kích vào các tài nguyên khiến tiền đồn mở ra trong tình trạng "leo thang", trong đó những tên cường đạo có thể chiếm lấy lại các trại này. Điều này cho phép người chơi làm lại các tiền đồn ở những thiết lập độ khó cao hơn. Trò chơi cũng có một căn cứ địa gia đình có thể nâng cấp được đặt tên là Prosperity, sẽ dần dần mở rộng và tăng kích thước khi người chơi mở đương đi nước bước. Trò chơi cũng có chế độ gọi là "Expeditions", nó cho phép người chơi đi đến các địa điểm khác ở Mỹ như Louisiana để tìm kiếm nhiều tài nguyên và hàng hóa hơn. Vì các khu vực này nằm ngoài bản đồ chính và có kích thước nhỏ hơn, nhóm phát triển đã có thể tạo ra các môi trường phức tạp hơn cho Expeditions. Những nhiệm vụ Expedition đều có thể được hoàn thành với những người chơi khác theo kiểu co-op.

## Phát triển
New Dawn do Ubisoft Montreal phát triển kết hợp với Ubisoft Kiev, Ubisoft Bucharest và Ubisoft Shanghai. Theo giám đốc nghệ thuật Issac Papismado, nhóm đã muốn tạo ra một trò chơi hậu tận thế lấy bối cảnh trong loạt game Far Cry suốt một thời gian dài. Nhóm nghiên cứu cố tình tránh một tông màu tối và ảm đạm vì họ cảm thấy rằng đó sẽ là một từ sáo rỗng và quyết tâm tạo ra một thế giới trông rực rỡ. Lấy bối cảnh mười bảy năm sau Far Cry 5, thế giới đang trải qua một "siêu chói lọi", trong đó thiên nhiên giành lại thế giới và mang lại cho trò chơi một bảng màu rực rỡ. Để cung cấp cho nhóm cướp xa lộ một bản sắc về mặt hình ảnh, nhóm đã mời họa sĩ Montreal là Zilon sáng tạo nghệ thuật và graffiti của trò chơi. Tương tự như Far Cry 3: Blood Dragon và Far Cry Primal, tựa game này là một sản phẩm nhỏ hơn khi so sánh với các phiên bản chính của sê-ri, một quyết định được phản ánh bởi giá khởi điểm thấp hơn của trò chơi.
Được công bố tại The Game Awards 2018, game được phát hành cho Microsoft Windows, PlayStation 4 và Xbox One vào ngày 15 tháng 2 năm 2019.

## Đón nhận
Far Cry New Dawn nhận được những đánh giá "trái chiều hoặc trung bình" cho các phiên bản PlayStation 4 và PC và "những đánh giá chung có lợi" cho phiên bản Xbox One, theo trang web tổng hợp kết quả đánh giá Metacritic. Daemon Hatfield, viết bài cho IGN, đã chấm cho game 7.5/10 điểm, với tóm lược đánh giá như sau: "Ubisoft có thể đã làm nhiều hơn để làm mới Hope County dành cho Far Cry: New Dawn, nhưng vẫn có một niềm vui hỗn loạn, tốt lành nơi đây." Alyse Stanley của Polygon chỉ trích sự bất đồng trong lời kể truyện của trò chơi, nhưng nói rằng nó hoạt động tốt như một "sandbox vô chính phủ" với lối chơi thỏa mãn và những cuộc gặp gỡ ngẫu nhiên "vui nhộn".

### Doanh số
Tại Nhật Bản, khoảng 26.285 bản game đã được bán trong tuần ra mắt trở thành trò chơi bán chạy thứ năm ở bất kỳ hệ máy nào trong tuần từ ngày 11 tháng 2 đến ngày 17 tháng 2. It Đây là trò chơi bán lẻ bán chạy nhất ở Anh trong tuần phát hành theo Chart-Track, mặc dù doanh số của nó thấp hơn đáng kể so với Far Cry 5 và spin-off Far Cry Primal.

### Giải thưởng
Game được đề cử cho Giải thưởng Tin Pan Alley dành cho Âm nhạc Hay nhất trong một Trò chơi điện tử tại Giải thưởng Game New York, và cho "Original Dramatic Score, Franchise" và "Performance in a Drama, Lead" với Cara Ricketts tại Giải thưởng NAVGTR.